# Ankylosaurinae
Ankylosaurinae („ankylosaurini“) je podčeleď dávno vyhynulých ankylosauridních dinosaurů, kteří žili zejména na území současné Severní Ameriky a východní Asie asi před 105 až 66 miliony let (geologické stupně alb až maastricht) v období konce spodní a celé svrchní křídy. Jde o vývojově nejpokročilejší skupinu tzv. opancéřovaných dinosaurů, mohutně stavěných býložravců s dobře vyvinutým kostěným brněním. Do této podčeledi patří i známé rody, jako je Ankylosaurus nebo Euoplocephalus.

## Taxonomie
- Ankylosaurinae
  - Datai
  - Huaxiazhoulong
  - Jinyunpelta
  - Crichtonpelta
  - Crichtonsaurus?
  - Tsagantegia
  - Zhejiangosaurus
  - Pinacosaurus
  - Nepojmenovaný klad
    - Saichania
    - Tarchia[1]
    - Zaraapelta

  - Ankylosaurini
    - Dyoplosaurus
    - Nepojmenovaný klad
      - Talarurus
      - Nodocephalosaurus

    - Nepojmenovaný klad
      - Akainacephalus
      - Ankylosaurus
      - Anodontosaurus
      - Euoplocephalus
      - Oohkotokia
      - Platypelta
      - Scolosaurus
      - Ziapelta